# Acide margarique
L'acide margarique ou acide heptadécanoïque (nom systématique) est un acide gras saturé à chaîne longue (AGCL, C17:0) de formule semi-développée CH3(CH2)15COOH. 

## Historique
L'acide margarique doit son nom au chimiste français Michel-Eugène Chevreul. Alors qu'il travaillait sur les produits de l'hydrolyse du saindoux par la potasse, il pensa avoir découvert un nouvel acide gras qui se cristallisait sous la forme de perles brillantes et le nomma alors « acide margarique » (du grec ancien μαργαρίτης, margarites, qui signifie « perle »). Cet « acide margarique » fut par la suite étudié plus en détail par le chimiste allemand Franz Varrentrapp (1815-1877), alors en doctorat sous la direction de Justus von Liebig. Liebig lui-même mentionne plusieurs fois cet acide dans ses « Chemischen Briefen ». Ce n'est qu'au milieu du XIXe siècle qu'un chimiste de l'université de Halle, W. H. Heintz,  découvre que l'« acide margarique » n'est pas un composé pur, mais en fait un mélange d'acide palmitique (C16) et d'acide stéarique (C18). Un tel mélange a une masse molaire similaire à ce qu'aurait été l'acide gras saturé C17. L'abandon de ce nom pour désigner ce mélange conduisit alors à recycler ce nom lorsqu'on découvrit le véritable acide gras saturé C17.

## Occurrence naturelle
On a longtemps cru que l'acide margarique n'était pas présent dans la nature car, jusqu'alors, seuls les acides gras avec un nombre pair d'atomes de carbone avaient pu être isolés. Cette conjecture a été réfutée en 1957, quand l'acide margarique a pu être isolé du beurre.
Il est présent à l'état de traces dans la matière grasse et le lait des ruminants mais n'est présent dans aucune matière grasse naturelle animale ou végétale à des concentrations supérieures à 0,5 %.